# Szabados Béla (úszó)
Szabados Béla (Békéscsaba, 1974. február 18. –) világbajnok magyar úszó.

## Pályafutása
Első jelentős sikerét 1991-ben érte el, amikor Deutsch Tamás, Horváth Péter és Rózsa Norbert mellett tagja volt az Európa-bajnokságon bronzérmet szerző magyar 4 × 100-as vegyesváltónak. Egy évvel később ugyanez a négyes hatodik lett a barcelonai olimpián, majd 1993-ban második helyen végzett a kontinensbajnokságon. 1997-ben Sevillában harmadikként ért célba a 200 méteres gyorsúszásban az Európa-bajnokságon, a cataniai Universiadén ezen a távon aranyérmes, 400 gyorson bronzérmes lett. Karrierje legnagyobb sikerét a 2000-es rövid pályás világbajnokságon érte el, amikor az olimpiai bajnok Massimiliano Rosolinót és az amerikai Chad Carvint megelőzve megszerezte a magyar úszósport első 25 méteres medencében elért világbajnoki győzelmét. Pályafutását ugyanebben az évben, karrierje harmadik olimpiáját követően zárta le.

## Magyar bajnokság
|                  | 1990 | 1991 | 1992 | 1993 | 1994 | 1995 | 1996 | 1997 | 1998 | 1999 |
| ---------------- | ---- | ---- | ---- | ---- | ---- | ---- | ---- | ---- | ---- | ---- |
| 50 m gyors       | 1.   | 1.   | 1.   | 1.   | 2.   | 2.   | 2.   |      |      |      |
| 100 m gyors      | 1.   | 1.   | 1.   | 1.   | 3.   | 2.   | 2.   |      | 3.   | 3.   |
| 200 m gyors      |      |      | 2.   |      |      | 2.   | 1.   |      | 2.   | 1.   |
| 400 m gyors      |      |      |      |      |      |      | 1.   |      | 2.   | 2.   |
| 100 m pillangó   |      | 2.   | 2.   | 2.   |      | 3.   |      |      |      |      |
| 200 m pillangó   |      |      |      |      |      | 2.   |      |      |      |      |
| 4 × 100 m gyors  |      |      |      |      |      | 3.   | 3.   |      | 1.   | 2.   |
| 4 × 200 m gyors  |      |      |      |      |      | 2.   | 2.   |      | 1.   | 1.   |
| 4 × 100 m vegyes |      |      |      |      |      |      |      |      | 2.   |      |

## Rekordjai
50 m gyors
- 24,92 (1989. augusztus 13, Lipcse) országos gyermek csúcs[1]
- 24,14 (1990. december 8., Budapest) országos csúcs[2]
- 24,01 (1991. január 12., Perth) országos csúcs[3]
- 24,01 (1991. július 20., Budapest) országos csúcs beállítás[4]
- 23,95 (1991. július 20., Budapest) országos csúcs[4]
- 23,67 (1992. június 25., Budapest) országos csúcs[5]
- 23,62 (1992. június 25., Budapest) országos csúcs[5]
- 23,61 (1993. augusztus 7., Sheffield) országos csúcs[6]

100 m gyors
- 55,50 (1989. április 3., Dunaújváros) országos gyermek csúcs[7]
- 54,11 (1989. augusztus 12, Lipcse) országos gyermek csúcs[8]
- 53,07 (1989. augusztus 12, Lipcse) országos gyermek csúcs[9]
- 51,36 (1991. augusztus 22., Athén) országos csúcs[10]
- 51,10 (1992. március 14., Budapest) országos csúcs[11]
- 51,06 (1992. június 23., Budapest) országos csúcs[12]
- 50,76 (1992. július 24., Budapest) országos csúcs[13]

200 m gyors
- 1:58,20 (1989. július, Budapest) országos gyermek csúcs[14]
- 1:49,00 (1997. május 20., Phoenix) országos csúcs[15]

400 m gyors
- 3:51,11 (1997. május 19., Phoenix) országos csúcs[16]

50 m hát
- 29,52 (1988. július, Nyíregyháza) országos gyermek csúcs[17]

200 m gyors rövid pálya
- 1:45,17 (2000. január 9., Hongkong) országos csúcs[18]

400 m gyors rövid pálya
- 3:47,01 (2000. február 12., Párizs) országos csúcs

## Díjai, elismerései
- Az év Békés megyei férfi sportolója (Békés Megyei Néplap)
  - első (1989)[19]
  - második (1988)[20]